# Pselcis
Pselcis is een geslacht van spinnen uit de familie springspinnen (Salticidae).

## Soorten
De volgende soorten zijn bij het geslacht ingedeeld:
- Pselcis latefasciata (Simon, 1877)